# ماسوره

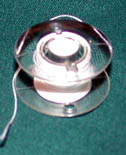
یک ماسوره چرخ خیاطی به قطر ۲-۳ سانتی‌متر.

ماسوره ابزاری استوانه‌ای‌شکل است که سیم یا نخ به دور آن پیچیده می‌شود.
از ماسوره‌ها معمولاً در چرخ‌های خیاطی، دوربین‌ها و تجهیزات برقی و مکانیکی استفاده می‌شود.
در چرخ خیاطی ماسوره به صورت قرقره‌ای کوچک است که نخ زیر کار را دور آن می‌پیچند و از میان تارها عبور می‌دهند. وسیله‌ای در چرخ خیاطی که به کمک آن نخ را به‌سرعت به‌دور ماسوره می‌پیچند، ماسوره‌پیچ نام دارد.‎
در ابزار نظامی ماسوره دستگاهی است که برای تنظیم کار گلوله‌های نارنجک و خمپاره‌انداز و توپ برای انفجار تاخیری یا زمانی تعبیه می‌شود.
در این موارد، ماسوره وسیله‌ای است که در اثر تحریک، ایجاد شعله یا ضربت می‌کند و با انفجار چاشنی خرج اصلی نارنجک را منفجر می‌سازد و سبب انفجار مین می‌شود.
در آشپزی ماسوره وسیله‌ای است قیف‌مانند و فلزی که از آن برای تزئین کیک‌ها استفاده می‌شود.